# Nomad (фильм)
«Nomad» (с англ. — «Кочевник») — будущий американский научно-фантастический фильм режиссёра Тарона Лекстона. Главную роль исполнил Лео Вудалл. Съёмки фильма проходили с 2019 по 2023 год в 30 странах на семи континентах.

## Сюжет
Таинственный одиночка (Вудалл) страдает странным заболеванием, которое переносит его в различные места на Земле каждые 12 часов, при этом он не может контролировать свои перемещения.

## В ролях
- Лео Вудалл — Бен
- Шина Чохан — Надия
- Жорди Веббер — Арри
- Эбби Хус — Фареа
- Сана Шайк — Нелли

## Производство
Фильм спродюсирован компанией TXL Pixtures, сценаристом и режиссёром стал Тарон Лекстон. Фильм снимался в формате IMAX, оператор Кевин Гаррисон. Фильм побил рекорд по количеству стран, в которых прошли съёмки одного фильма, ранее принадлежавший «Запределью» Тарсема Сингха, снятому в 25 странах. По замыслу Лекстон, фильм «без использования зелёного экрана, декораций и света» должен был обладать «аутентичностью и резонансом».
Лео Вудалл и Шина Чохан получили роли в фильме в 2019 году. В актёрский состав также вошли представители коренных народов и неактеры, а также Сана Шайк, Джорди Уэббер и Эбби Хус. Уэббер исполнил роль злодея.
Съёмки начались в июле 2019 года в долине Эльки, Чили, во время единственного солнечного затмения 2019 года; у съёмочной группы было чуть больше двух минут, чтобы снять нужный кадр. Среди других мест съемок — Бразилия, Танзания, Египет и Индия. Съемочной группе пришлось преодолевать пролив Дрейка, который считается одним из самых опасных проливов в мире, и столкнуться с носорогом на юге Африки. Съёмки в Ванкувере были прерваны из-за пандемии COVID-19. Актриса Эбби Хус рассказала в интервью о съёмках сцен на Фарерских островах, а актриса Сана Шайк — в Китае. Съёмки будут завершены в марте 2023 года.